# ジョウハル (風俗)

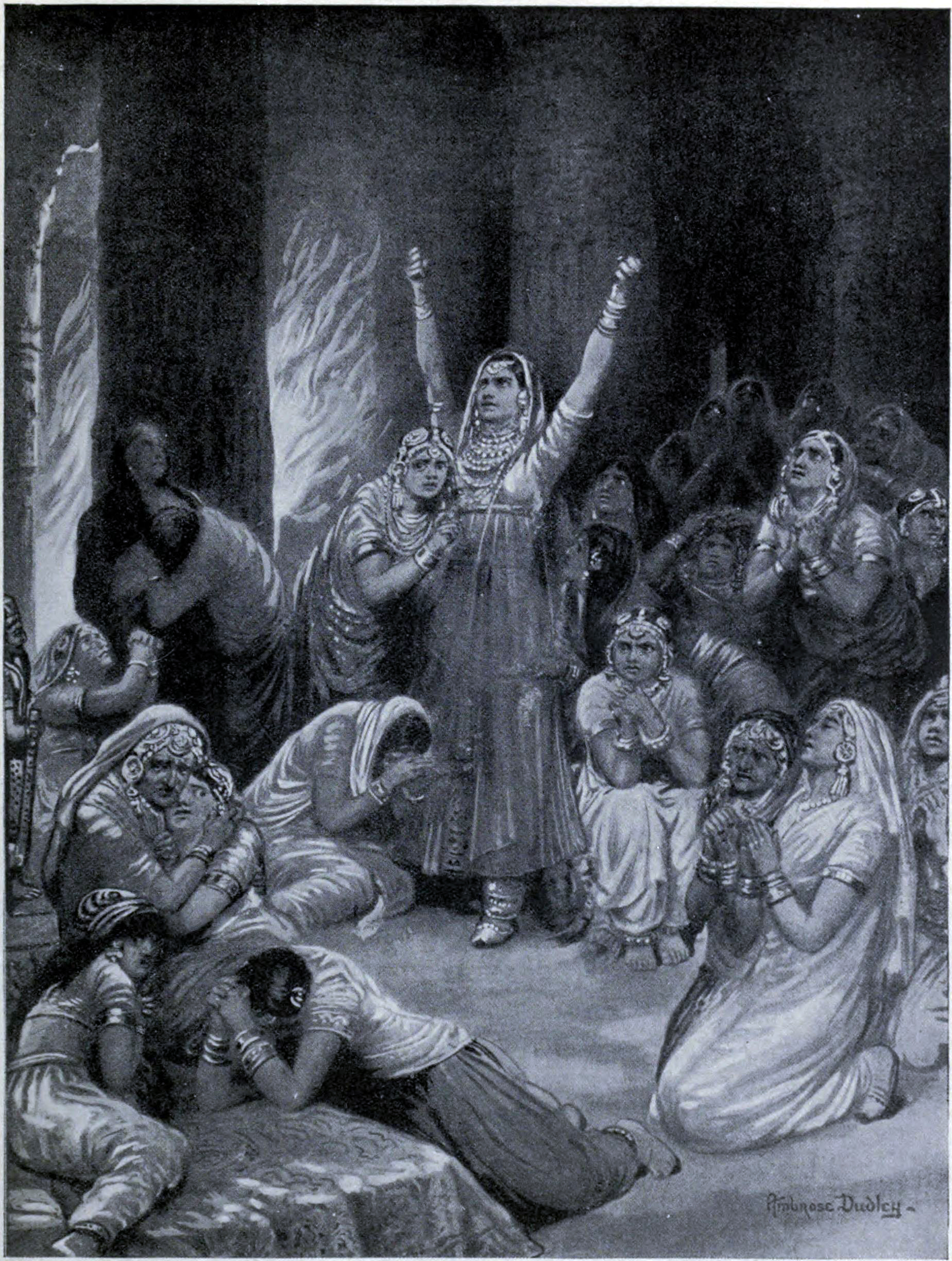
1567年のジョウハルを描いたアンブローズ・ダドリー の絵画。1910年頃制作。

ジョウハル（ヒンディー語: जौहर、英: jauhar, johar, juhar）は、かつてのヒンドゥーの風習である。戦において敗北が決したとき、侵略者による略奪や奴隷化・レイプを防ぐために、女性の集団が焼身自殺する。この風習は歴史的にインド北西部で見られ、現在のラージャスターン州に樹立していたラージプート諸王朝 (Rajput kingdoms) がムスリム軍に敗北したときのものが特に知られている。ジョウハルはサティーと関連しており、学術文献においてジョウハル・サティー (jauhar sati) として言及されることがある。
ヴィーナ・オルデンブルク (Veena Talwar Oldenburg) によれば、この風習がラージプート諸王朝間の内紛に起源をもつことは「ほぼ確実」だという。一方で、カウシィク・ロイ (Kaushik Roy) によれば、ジョウハルの風習はヒンドゥー＝イスラム間の戦争でのみ見られ、ラージプート諸王朝間の内紛では見られなかったという。
ジョウハルという語は時として、集団焼身自殺のみならずサカ (saka) という儀式をも指すことがある。ラージプートの女性は軍事的な敗北と略奪が避けられない状況に置かれると、略奪を防ぐために子供と金目のものとを巻きこんで、業火で自殺を決行していた。それと同時に、あるいはその後、男性は死を覚悟して戦地に赴く。後者の宗教行事がサカと呼ばれている。